# Vidzemes Olimpiskais centrs
Vidzemes Olimpiskais centrs – kompleks sportowy w Valmierze, na Łotwie. W obrębie kompleksu znajduje się stadion piłkarski, hala widowiskowo-sportowa, kryte lodowisko, kryta pływalnia i tor dla BMX-ów.
Kompleks został otwarty w 2005 roku. Hala widowiskowo-sportowa kompleksu może pomieścić 1496 widzów, natomiast pojemność krytego lodowiska wynosi 532 widzów. W połączonym budynku hali sportowej i lodowiska znajduje się również m.in. sala gimnastyczna, siłownia, sauna czy solarium. Tuż obok budynku hali sportowej i lodowiska znajduje się kryty basen. W pobliżu znajduje się również stadion piłkarski o pojemności 1000 widzów, na którym swoje spotkania rozgrywają piłkarze klubu FK Valmiera. Za stadionem mieści się także tor dla BMX-ów.